# Euro Ice Hockey Challenge 2014/2015
Euro Ice Hockey Challenge 2014/2015 jest to cykl międzynarodowych turniejów organizowanych pod patronatem Międzynarodowej Federacji Hokeja na Lodzie. W tej edycji reprezentacje narodowe rywalizowały w pięciu turniejach EIHC. Reprezentacja Polski wystąpiła w turnieju na Węgrzech oraz w Polsce.

## EIHC Norwegia
Mecze turnieju EIHC Norwegia odbyły się w dniach od 6 do 8 listopada 2014 roku. W turnieju uczestniczyły reprezentacje czterech państw: Norwegii, Danii, Francji i Łotwy. W turnieju zwyciężyła reprezentacja Norwegii.

### Wyniki
| 6 listopada 2014 | Dania | 1:4 | Łotwa | DNB Arena, Stavanger |

| Szczegóły      | Szczegóły                | Szczegóły       | Szczegóły                                                                                     | Szczegóły                                                                                                 |
| -------------- | ------------------------ | --------------- | --------------------------------------------------------------------------------------------- | --- |
| Godzina: 15:00 | J. B. Jensen (PP2) 18:27 | (1:1, 0:1, 0:2) | 14:48 (EQ) E. Brahmanis 30:30 (SH) L. Bajaruns 40:33 (EQ) E. Brahmanis 59:36 (EN) A. Sirokovs | Widzów: 215 Sędzia główny: Thomas Lassen Per Gustav Solem Sędziowie liniowi: Michael Johnstone Jon Kilian |
| Godzina: 15:00 | 6 min. kar               |                 | 16 min. kar                                                                                   | Widzów: 215 Sędzia główny: Thomas Lassen Per Gustav Solem Sędziowie liniowi: Michael Johnstone Jon Kilian |

| 6 listopada 2014 | Norwegia | 3:2 | Francja | DNB Arena, Stavanger |

| Szczegóły      | Szczegóły                                                                 | Szczegóły       | Szczegóły                                  | Szczegóły |
| -------------- | ------------------------------------------------------------------------- | --------------- | ------------------------------------------ | --- |
| Godzina: 19:00 | M. Trettenes (EQ) 11:59 N. Bryhnisveen (EQ) 33:27 A. Martinsen (EQ) 54:34 | (1:2, 1:0, 1:0) | 03:45 (EQ) T. Da Costa 09:23 (EQ) N. Besch | Widzów: 1575 Sędzia główny: Manuell Nikolic Roy Stian Hansen Sędziowie liniowi: Claus Hansen Alexander Waldejer |
| Godzina: 19:00 | 4 min. kar                                                                |                 | 6 min. kar                                 | Widzów: 1575 Sędzia główny: Manuell Nikolic Roy Stian Hansen Sędziowie liniowi: Claus Hansen Alexander Waldejer |

| 7 listopada 2014 | Francja | 0:4 | Dania | DNB Arena, Stavanger |

| Szczegóły      | Szczegóły   | Szczegóły       | Szczegóły                                                                                        | Szczegóły |
| -------------- | ----------- | --------------- | ------------------------------------------------------------------------------------------------ | --- |
| Godzina: 15:00 |             | (0:0, 0:2, 0:2) | 24:12 (EQ) J. B. Jensen 37:41 (EQ) L. Lassen 48:52 (PP) M. Christensen 53:06 (PP) M. Christensen | Widzów: 199 Sędzia główny: Roy Stian Hansen Per Gustav Solem Sędziowie liniowi: Jon Kilian Alexander Waldejer |
| Godzina: 15:00 | 14 min. kar |                 | 4 min. kar                                                                                       | Widzów: 199 Sędzia główny: Roy Stian Hansen Per Gustav Solem Sędziowie liniowi: Jon Kilian Alexander Waldejer |

| 7 listopada 2014 | Łotwa | 1:4 | Norwegia | DNB Arena, Stavanger |

| Szczegóły      | Szczegóły              | Szczegóły       | Szczegóły                                                                                   | Szczegóły                                                                                                   |
| -------------- | ---------------------- | --------------- | ------------------------------------------------------------------------------------------- | --- |
| Godzina: 19:00 | L. Bajaruns (EQ) 42:16 | (0:1, 0:3, 1:0) | 12:00 (PP) O.-K. Tollefsen 20:16 (PP) A. Bastiansen 31:50 (EQ) M. Trygg 36:05 (EQ) M. Trygg | Widzów: 1791 Sędzia główny: Manuell Nikolic Thomas Lassen Sędziowie liniowi: Claus Hansen Michael Johnstone |
| Godzina: 19:00 | 89 min. kar            |                 | 37 min. kar                                                                                 | Widzów: 1791 Sędzia główny: Manuell Nikolic Thomas Lassen Sędziowie liniowi: Claus Hansen Michael Johnstone |

| 8 listopada 2014 | Łotwa | 1:3 | Francja | DNB Arena, Stavanger |

| Szczegóły      | Szczegóły               | Szczegóły       | Szczegóły                                                       | Szczegóły |
| -------------- | ----------------------- | --------------- | --------------------------------------------------------------- | --- |
| Godzina: 13:00 | T. Andersons (EQ) 18:41 | (1:0, 0:0, 0:3) | 46:40 (EQ) J. Desrosiers 51:16 (PP) N. Ritz 55:06 (PP) N. Besch | Widzów: 447 Sędzia główny: Thomas Lassen Roy Stian Hansen Sędziowie liniowi: Michael Johnstone Alexander Waldejer |
| Godzina: 13:00 | 39 min. kar             |                 | 51 min. kar                                                     | Widzów: 447 Sędzia główny: Thomas Lassen Roy Stian Hansen Sędziowie liniowi: Michael Johnstone Alexander Waldejer |

| 8 listopada 2012 | Norwegia | 2:3 pk. | Dania | DNB Arena, Stavanger |

| Szczegóły      | Szczegóły                                    | Szczegóły                 | Szczegóły                                                            | Szczegóły                                                                                               |
| -------------- | -------------------------------------------- | ------------------------- | -------------------------------------------------------------------- | --- |
| Godzina: 17:00 | R. Dahlstrøm (EQ) 25:21 D. Sørvik (EQ) 45:22 | (0:0, 1:1, 1:1, 0:0, 0:1) | 30:20 (PP) M. Christensen 51:54 (PP) L. Lassen 65:00 (PEN) L. Lassen | Widzów: 2579 Sędzia główny: Manuell Nikolic Per Gustav Solem Sędziowie liniowi: Claus Hansen Jon Kilian |
| Godzina: 17:00 | 49 min. kar                                  |                           | 18 min. kar                                                          | Widzów: 2579 Sędzia główny: Manuell Nikolic Per Gustav Solem Sędziowie liniowi: Claus Hansen Jon Kilian |

| Lp. | Zespół   | M | Pkt | Z | Zd | Pd | P | G+ | G- | +/- |
| --- | -------- | - | --- | - | -- | -- | - | -- | -- | --- |
| 1   | Norwegia | 3 | 7   | 2 | 0  | 1  | 0 | 9  | 6  | +3  |
| 2   | Dania    | 3 | 5   | 1 | 1  | 0  | 1 | 8  | 6  | +2  |
| 3   | Francja  | 3 | 3   | 1 | 0  | 0  | 2 | 5  | 8  | -3  |
| 4   | Łotwa    | 3 | 3   | 1 | 0  | 0  | 2 | 6  | 8  | -2  |

## EIHC Słowenia
Mecze turnieju EIHC Słowenia odbyły się w dniach od 6 do 8 listopada 2014 roku. W turnieju uczestniczyły reprezentacje czterech państw: Słowenii, Japonii, Białorusi i Austrii. W turnieju zwyciężyła reprezentacja Słowenii.

### Wyniki
| 6 listopada 2014 | Austria | 3:2 | Białoruś | Tivoli, Lublana |

| Szczegóły      | Szczegóły                                                          | Szczegóły       | Szczegóły                                       | Szczegóły                                                                                       |
| -------------- | ------------------------------------------------------------------ | --------------- | ----------------------------------------------- | ----------------------------------------------------------------------------------------------- |
| Godzina: 16:00 | R. Herburger (SH) 31:25 R. Lambacher (EQ) 45:11 M. Pock (EQ) 55:24 | (0:0, 1:0, 2:2) | 48:01 (EQ) A. Kisly 54:59 (EQ) W. Andruszczenko | Widzów: 50 Sędzia główny: Ales Fajdiga Borut Lesniak Sędziowie liniowi: Jan Cerne Matjaz Hribar |
| Godzina: 16:00 | 8 min. kar                                                         |                 | 2 min. kar                                      | Widzów: 50 Sędzia główny: Ales Fajdiga Borut Lesniak Sędziowie liniowi: Jan Cerne Matjaz Hribar |

| 6 listopada 2014 | Słowenia | 3:1 | Japonia | Tivoli, Lublana |

| Szczegóły      | Szczegóły                                                      | Szczegóły       | Szczegóły            | Szczegóły                                                                                        |
| -------------- | -------------------------------------------------------------- | --------------- | -------------------- | ------------------------------------------------------------------------------------------------ |
| Godzina: 20:00 | J. Urbas (PP) 20:33 A. Kranjc (EQ) 56:33 M. Hočevar (EN) 59:01 | (0:1, 0:1, 0:2) | 15:36 (EQ) R. Tanaka | Widzów: 1200 Sędzia główny: Luka Kamsek Milan Zrnic Sędziowie liniowi: Gregor Rojko Bostjan Turk |
| Godzina: 20:00 | 2 min. kar                                                     |                 | 10 min. kar          | Widzów: 1200 Sędzia główny: Luka Kamsek Milan Zrnic Sędziowie liniowi: Gregor Rojko Bostjan Turk |

| 7 listopada 2014 | Japonia | 1:5 | Austria | Tivoli, Lublana |

| Szczegóły      | Szczegóły            | Szczegóły       | Szczegóły | Szczegóły                                                                                                |
| -------------- | -------------------- | --------------- | --- | --- |
| Godzina: 16:00 | J. Yamada (EQ) 15:14 | (1:0, 0:2, 0:3) | 34:51 (PP2) B. Lebler 35:47 (PP) N. Petrik 47:10 (EQ) N. Petrik 56:14 (EQ) R. Herburger 56:36 (PP) C. Unterweger | Widzów: 150 Sędzia główny: Miha Bulovec Borut Lesniak Sędziowie liniowi: Ervin Camdzic Gasper Jaka Zgonc |
| Godzina: 16:00 | 12 min. kar          |                 | 8 min. kar | Widzów: 150 Sędzia główny: Miha Bulovec Borut Lesniak Sędziowie liniowi: Ervin Camdzic Gasper Jaka Zgonc |

| 7 listopada 2014 | Słowenia | 3:0 | Białoruś | Tivoli, Lublana |

| Szczegóły      | Szczegóły                                                           | Szczegóły       | Szczegóły   | Szczegóły                                                                                     |
| -------------- | ------------------------------------------------------------------- | --------------- | ----------- | --------------------------------------------------------------------------------------------- |
| Godzina: 20:00 | B. Goličič (EQ) 24:02 K. Ograjenšek (PP) 28:03 M. Rodman (EQ) 46:41 | (0:0, 2:0, 1:0) |             | Widzów: 1600 Sędzia główny: Crt Kralj Viki Trilar Sędziowie liniowi: Ales Lesniak Tilen Pahor |
| Godzina: 20:00 | 8 min. kar                                                          |                 | 10 min. kar | Widzów: 1600 Sędzia główny: Crt Kralj Viki Trilar Sędziowie liniowi: Ales Lesniak Tilen Pahor |

| 8 listopada 2014 | Białoruś | 2:4 | Japonia | Tivoli, Lublana |

| Godzina: 14:30 | A. Lewko (EQ) 22:00 S. Szeleg (PP) 23:51 | (0:1, 2:3, 0:0) | 12:08 (EQ) T. Kawai 20:33 (EQ) Y. Osawa 26:02 (EQ) R. Tanaka 30:17 (PP) Y. Hirano | Widzów: 150 Sędzia główny: Miha Bulovec Igor Dremelj Sędziowie liniowi: Grega Markizeti Damir Rakovic |
| Godzina: 14:30 | 14 min. kar                              |                 | 18 min. kar                                                                       | Widzów: 150 Sędzia główny: Miha Bulovec Igor Dremelj Sędziowie liniowi: Grega Markizeti Damir Rakovic |

| 8 listopada 2012 | Słowenia | 3:1 | Austria | Tivoli, Lublana |

| Szczegóły      | Szczegóły                                                                 | Szczegóły       | Szczegóły            | Szczegóły                                                                                               |
| -------------- | ------------------------------------------------------------------------- | --------------- | -------------------- | --- |
| Godzina: 18:30 | S. Kovačevič (EQ) 03:39 K. Ograjenšek (EQ) 10:01 K. Ograjenšek (PP) 38:14 | (2:1, 1:0, 0:0) | 03:54 (EQ) B. Lebler | Widzów: 1950 Sędzia główny: Ales Fajdiga Milan Zrnic Sędziowie liniowi: Matjaz Hribar Gasper Jaka Zgonc |
| Godzina: 18:30 | 6 min. kar                                                                |                 | 12 min. kar          | Widzów: 1950 Sędzia główny: Ales Fajdiga Milan Zrnic Sędziowie liniowi: Matjaz Hribar Gasper Jaka Zgonc |

| Lp. | Zespół   | M | Pkt | Z | Zd | Pd | P | G+ | G- | +/- |
| --- | -------- | - | --- | - | -- | -- | - | -- | -- | --- |
| 1   | Słowenia | 3 | 9   | 3 | 0  | 0  | 0 | 9  | 2  | +7  |
| 2   | Austria  | 3 | 6   | 2 | 0  | 0  | 1 | 9  | 6  | +3  |
| 3   | Japonia  | 3 | 3   | 1 | 0  | 0  | 2 | 6  | 10 | -4  |
| 4   | Białoruś | 3 | 0   | 0 | 0  | 0  | 3 | 4  | 10 | -6  |

## EIHC Węgry
Mecze turnieju EIHC Węgry odbyły się w dniach od 7 do 9 listopada 2014 roku. W turnieju uczestniczyły reprezentacje czterech państw: Węgier, Polski, Korei Południowej i Włoch. W turnieju zwyciężyła reprezentacja Polski.

### Wyniki
| 7 listopada 2014 | Polska | 3:2 | Włochy | Jegpalota Icecenter, Budapeszt |

| Szczegóły      | Szczegóły                                                        | Szczegóły       | Szczegóły                                | Szczegóły                                                                                        |
| -------------- | ---------------------------------------------------------------- | --------------- | ---------------------------------------- | ------------------------------------------------------------------------------------------------ |
| Godzina: 15:30 | R. Dutka (PP) 02:19 K. Zapała (EQ) 24:03 S. Kowalówka (EQ) 46:24 | (1:2, 1:0, 1:0) | 08:30 (EQ) A. Frei 11:11 (EQ) D. Kostner | Widzów: 221 Sędzia główny: Gabor Mayer László Gangel Sędziowie liniowi: Dániel Soós László Bukor |
| Godzina: 15:30 | 10 min. kar                                                      |                 | 8 min. kar                               | Widzów: 221 Sędzia główny: Gabor Mayer László Gangel Sędziowie liniowi: Dániel Soós László Bukor |

| 7 listopada 2014 | Węgry | 6:1 | Korea Południowa | Jegpalota Icecenter, Budapeszt |

| Szczegóły      | Szczegóły | Szczegóły       | Szczegóły             | Szczegóły                                                                                                 |
| -------------- | --- | --------------- | --------------------- | --- |
| Godzina: 19:00 | L. Sikorcin (EQ) 02:31 K. Csányi (PP) 18:38 A. Orbán (EQ) 30:41 M. Vas (PP) 36:31 A. Rafaj (PP) 45:36 B. Szirányi (PP) 48:01 | (2:0, 2:0, 2:1) | 53:25 (EQ) S. H. Shin | Widzów: 1700 Sędzia główny: Andrea Benvegnu Tomasz Radzik Sędziowie liniowi: Botond Pálkövi Márton Németh |
| Godzina: 19:00 | 41 min. kar |                 | 43 min. kar           | Widzów: 1700 Sędzia główny: Andrea Benvegnu Tomasz Radzik Sędziowie liniowi: Botond Pálkövi Márton Németh |

| 8 listopada 2014 | Włochy | 3:4 pk | Korea Południowa | Jegpalota Icecenter, Budapeszt |

| Szczegóły      | Szczegóły                                                      | Szczegóły                 | Szczegóły                                                                              | Szczegóły                                                                                                 |
| -------------- | -------------------------------------------------------------- | ------------------------- | -------------------------------------------------------------------------------------- | --- |
| Godzina: 14:30 | A. Bernard (EQ) 01:35 D. Peruzzo (EQ) 17:07 A. Frei (EQ) 47:21 | (2:0, 0:1, 1:2, 0:0, 0:1) | 20:51 (EQ) S. V. Kim 45:21 (EQ) H. O. Kim 54:43 (PP) B. W. Young 65:00 (PEN) K. S. Kim | Widzów: 350 Sędzia główny: Gergely Kincses Tomasz Radzik Sędziowie liniowi: Barna Kis-Kiraly Aron Soltesz |
| Godzina: 14:30 | 30 min. kar                                                    |                           | 14 min. kar                                                                            | Widzów: 350 Sędzia główny: Gergely Kincses Tomasz Radzik Sędziowie liniowi: Barna Kis-Kiraly Aron Soltesz |

| 8 listopada 2014 | Węgry | 4:6 | Polska | Jegpalota Icecenter, Budapeszt |

| Szczegóły      | Szczegóły                                                                          | Szczegóły       | Szczegóły | Szczegóły                                                                                |
| -------------- | ---------------------------------------------------------------------------------- | --------------- | --- | ---------------------------------------------------------------------------------------- |
| Godzina: 18:00 | J. Vas (EQ) 15:30 L. Sikorcin (PP) 19:54 K. Csányi (PP) 52:40 I. Sofron (PP) 56:15 | (2:2, 0:4, 2:0) | 06:38 (PP) A. Chmielewski 18:30 (PP) B. Pociecha 23:50 (PP) A. Chmielewski 29:32 (EQ) K. Zapała 30:27 (EQ) G. Pasiut 31:12 (EQ) A. Chmielewski | Widzów: 2000 Sędzia główny: Andrea Benvegnu Sędziowie liniowi: László Gangel Akos Berger |
| Godzina: 18:00 | 18 min. kar                                                                        |                 | 22 min. kar | Widzów: 2000 Sędzia główny: Andrea Benvegnu Sędziowie liniowi: László Gangel Akos Berger |

| 9 listopada 2014 | Korea Południowa | 6:3 | Polska | Jegpalota Icecenter, Budapeszt |

| Szczegóły      | Szczegóły | Szczegóły       | Szczegóły                                                                 | Szczegóły                                                                                                |
| -------------- | --- | --------------- | ------------------------------------------------------------------------- | --- |
| Godzina: 14:30 | B. Radunske (EQ) 04:13 W. S. Park (PP) 10:14 H. M. Cho (PP) 14:47 I. S. Suh (EQ) 27:34 S. Shin (EQ) 29:37 S. W. Park (PP) 36:45 | (3:0, 3:1, 0:2) | 34:52 (PP2) L. Laszkiewicz 57:03 (PP2) M. Kolusz 58:16 (PP) K. Dziubiński | Widzów: 330 Sędzia główny: Andrea Benvegnu Miklós Haszonits Sędziowie liniowi: Mátyás Vas Botond Pálkövi |
| Godzina: 14:30 | 16 min. kar |                 | 12 min. kar                                                               | Widzów: 330 Sędzia główny: Andrea Benvegnu Miklós Haszonits Sędziowie liniowi: Mátyás Vas Botond Pálkövi |

| 8 listopada 2012 | Węgry | 3:4 pk | Włochy | Jegpalota Icecenter, Budapeszt |

| Szczegóły      | Szczegóły                                                          | Szczegóły                 | Szczegóły                                                                                   | Szczegóły                                                                                |
| -------------- | ------------------------------------------------------------------ | ------------------------- | ------------------------------------------------------------------------------------------- | ---------------------------------------------------------------------------------------- |
| Godzina: 18:00 | B. Szirányi (PP) 07:02 C. Kovács (PP) 52:06 T. Sárpátki (PP) 57:27 | (1:0, 0:1, 2:2, 0:0, 0:1) | 49:24 (EQ) Ch. Willeit 44:57 (PP) A. Hofer 48:24 (PP) R. Andergassen 65:00 (PEN) S. Kostner | Widzów: 2000 Sędzia główny: Vladimir Babic Sędziowie liniowi: Márton Németh Balazs Somos |
| Godzina: 18:00 | 12 min. kar                                                        |                           | 39 min. kar                                                                                 | Widzów: 2000 Sędzia główny: Vladimir Babic Sędziowie liniowi: Márton Németh Balazs Somos |

Tabela
| Lp. | Zespół           | M | Pkt | Z | Zd | Pd | P | G+ | G- | +/- |
| --- | ---------------- | - | --- | - | -- | -- | - | -- | -- | --- |
| 1   | Polska           | 3 | 6   | 2 | 0  | 0  | 1 | 12 | 12 | 0   |
| 2   | Korea Południowa | 3 | 5   | 1 | 1  | 0  | 1 | 11 | 12 | -1  |
| 3   | Węgry            | 3 | 4   | 1 | 0  | 1  | 1 | 13 | 11 | +2  |
| 4   | Włochy           | 3 | 3   | 0 | 1  | 1  | 1 | 9  | 10 | -1  |

## EIHC Dania
Mecze turnieju EIHC Dania odbyły się w dniach od 5 do 7 lutego 2015 roku. W turnieju uczestniczyły reprezentacje czterech państw: Danii, Norwegii, Francji i Białorusi. W turnieju zwyciężyła reprezentacja Norwegii.

### Wyniki
| 5 lutego 2015 | Białoruś | 2:5 | Norwegia | ?, ? |

| Szczegóły      | Szczegóły                                      | Szczegóły       | Szczegóły | Szczegóły                                                                                             |
| -------------- | ---------------------------------------------- | --------------- | --- | --- |
| Godzina: 19:00 | R. Malinowski (EQ) 06:56 A. Kitarow (EQ) 19:19 | (2:0, 0:4, 0:1) | 29:42 (PP) K.A. Olimb 34:52 (PP) K.A. Olimb 38:09 (PP) M. Røymark 39:50 (EQ) A. Stene 58:37 (EQ) A. Martinsen | Widzów: ? Sędzia główny: Jacob Grumsen Keith Kaval Sędziowie liniowi: Niclas Lundsgaard Henrik Haurum |
| Godzina: 19:00 | 43 min. kar                                    |                 | 22 min. kar                                                                                                   | Widzów: ? Sędzia główny: Jacob Grumsen Keith Kaval Sędziowie liniowi: Niclas Lundsgaard Henrik Haurum |

| 5 lutego 2015 | Francja | 4:2 | Dania | ?, ? |

| Szczegóły      | Szczegóły                                                                                        | Szczegóły       | Szczegóły                                     | Szczegóły                                   |
| -------------- | ------------------------------------------------------------------------------------------------ | --------------- | --------------------------------------------- | ------------------------------------------- |
| Godzina: 19:30 | A. Baazzi (EQ) 46:51 Florian Chakiachvili (EQ) 55:36 J. Desrosiers (EQ) 56:29 N. Ritz (EN) 59:59 | (0:0, 0:0, 4:2) | 48:07 (EQ) M. Madsen 59:43 (PP2) J. B. Jensen | Widzów: 575 Sędzia główny: Per Gustav Solem |
| Godzina: 19:30 | 8 min. kar                                                                                       |                 | 2 min. kar                                    | Widzów: 575 Sędzia główny: Per Gustav Solem |

| 6 lutego 2015 | Norwegia | 4:0 | Francja | ?, ? |

| Szczegóły      | Szczegóły                                                                                    | Szczegóły       | Szczegóły   | Szczegóły                                                                                              |
| -------------- | -------------------------------------------------------------------------------------------- | --------------- | ----------- | --- |
| Godzina: 19:00 | M. Trettenes (EQ) 08:07 K.A. Olimb (PP2) 14:24 O.-K. Tollefsen (PP) 16:29 M. Haga (EQ) 26:08 | (0:3, 0:1, 0:0) |             | Widzów: 63 Sędzia główny: Jacob Grumsen Mike Hicks Sędziowie liniowi: Alexander Waldejer Henrik Haurum |
| Godzina: 19:00 | 0 min. kar                                                                                   |                 | 14 min. kar | Widzów: 63 Sędzia główny: Jacob Grumsen Mike Hicks Sędziowie liniowi: Alexander Waldejer Henrik Haurum |

| 6 lutego 2015 | Dania | 1:2 pd. | Białoruś | ?, ? |

| Szczegóły      | Szczegóły           | Szczegóły            | Szczegóły                                 | Szczegóły                                                                                         |
| -------------- | ------------------- | -------------------- | ----------------------------------------- | ------------------------------------------------------------------------------------------------- |
| Godzina: 19:30 | A. Lewko (EQ) 48:51 | (0:0, 0:1, 1:0, 0:1) | 24:14 (EQ) F. Storm 62:48 (EQ) D. Nielsen | Widzów: 778 Sędzia główny: Keith Kaval Thomas Lassen Sędziowie liniowi: Andrew Dalton Rene Jensen |
| Godzina: 19:30 | 2 min. kar          |                      | 10 min. kar                               | Widzów: 778 Sędzia główny: Keith Kaval Thomas Lassen Sędziowie liniowi: Andrew Dalton Rene Jensen |

| 7 lutego 2015 | Francja | 1:2 | Białoruś | ?, ? |

| Szczegóły      | Szczegóły                  | Szczegóły       | Szczegóły                                    | Szczegóły                                                                                                  |
| -------------- | -------------------------- | --------------- | -------------------------------------------- | --- |
| Godzina: 19:00 | F. Chakiachvili (PP) 52:10 | (0:3, 0:1, 0:0) | 14:47 (PP) R. Dostanko 15:46 (EQ) A. Kołasau | Widzów: 42 Sędzia główny: Thomas Lassen Per Gustav Solem Sędziowie liniowi: Alexander Waldejer Rene Jensen |
| Godzina: 19:00 | 8 min. kar                 |                 | 10 min. kar                                  | Widzów: 42 Sędzia główny: Thomas Lassen Per Gustav Solem Sędziowie liniowi: Alexander Waldejer Rene Jensen |

| 7 lutego 2015 | Dania | 3:0 | Norwegia | ?, ? |

| Szczegóły      | Szczegóły                                                           | Szczegóły       | Szczegóły  | Szczegóły                                                                                         |
| -------------- | ------------------------------------------------------------------- | --------------- | ---------- | ------------------------------------------------------------------------------------------------- |
| Godzina: 19:00 | J. B. Jensen (EQ) 01:09 N. Hardt (PP) 29:04 J. B. Jensen (EQ) 31:06 | (0:3, 0:1, 0:0) |            | Widzów: 1606 Sędzia główny: Keith Kaval Mike Hicks Sędziowie liniowi: Henrik Haurum Andrew Dalton |
| Godzina: 19:00 | 8 min. kar                                                          |                 | 8 min. kar | Widzów: 1606 Sędzia główny: Keith Kaval Mike Hicks Sędziowie liniowi: Henrik Haurum Andrew Dalton |

Tabela
| Lp. | Zespół   | M | Pkt | Z | Zd | Pd | P | G+ | G- | +/- |
| --- | -------- | - | --- | - | -- | -- | - | -- | -- | --- |
| 1   | Norwegia | 3 | 6   | 2 | 0  | 0  | 1 | 9  | 5  | +4  |
| 2   | Dania    | 3 | 5   | 2 | 0  | 0  | 1 | 7  | 5  | +2  |
| 3   | Białoruś | 3 | 4   | 1 | 0  | 1  | 1 | 5  | 8  | -3  |
| 4   | Francja  | 3 | 3   | 2 | 0  | 0  | 2 | 5  | 8  | -3  |

## EIHC Austria
Mecze turnieju EIHC Austria odbyły się w dniach od 5 do 7 lutego 2015 roku. W turnieju uczestniczyły reprezentacje czterech państw: Austrii, Włoch, Słowenii i Słowacji. W turnieju zwyciężyła reprezentacja Austrii.

### Wyniki
| 5 lutego 2015 | Słowacja | 1:2 | Włochy | ?, ? |

| Szczegóły      | Szczegóły            | Szczegóły       | Szczegóły                                 | Szczegóły                                                                                |
| -------------- | -------------------- | --------------- | ----------------------------------------- | ---------------------------------------------------------------------------------------- |
| Godzina: 16:00 | E. Černák (EQ) 28:13 | (0:0, 1:0, 0:2) | 45:29 (EQ) D. Tudin 52:37 (PP) B. Ihnacak | Widzów: 590 Sędzia główny: Ulrich Erd Sędziowie liniowi: Oskar Johnston Christian Kaspar |
| Godzina: 16:00 | 18 min. kar          |                 | 2 min. kar                                | Widzów: 590 Sędzia główny: Ulrich Erd Sędziowie liniowi: Oskar Johnston Christian Kaspar |

| 5 lutego 2015 | Austria | 4:2 | Słowenia | ?, ? |

| Godzina: 19:30 |  |          |
| min. kar       |  | min. kar |

| 6 lutego 2015 | Słowenia | 3:2 | Słowacja | ?, ? |

| Godzina: 15:30 |  |          |
| min. kar       |  | min. kar |

| 6 lutego 2015 | Austria | 5:2 | Włochy | ?, ? |

| Godzina: 19:00 |  |          |
| min. kar       |  | min. kar |

| 7 lutego 2015 | Włochy | 0:7 | Słowenia | ?, ? |

| Godzina: 14:30 |  |          |
| min. kar       |  | min. kar |

| 7 lutego 2015 | Austria | 2:3 | Słowacja | ?, ? |

| Godzina: 18:00 |  |          |
| min. kar       |  | min. kar |